# Eyalet di Childir
L'eyalet di Childir (iin turco Çıldır Eyaleti) fu un eyalet dell'Impero ottomano, nell'area del Caucaso sudoccidentale.

## Storia
Gli ottomani presero la regione di Ahıska dal Principato di Guria, stato vassallo della dinastia Safavide. Nel 1578, quando venne fondata la nuova provincia, essi nominarono il principe georgiano Minuchir (che prese il nome di Mustafa dopo la sua conversione all'Islam) quale primo governatore. Dal 1625 l'intero eyilet divenne possedimento ereditario degli atabegs di Samtskhe, che amministrarono il territorio come governatori, con alcune eccezioni, sino alla metà del XVIII secolo.
Samtskhe fu l'unico principato georgiano a divenire permanentemente una provincia ottomana col nome appunto di eyalet di Cildir. Ottant'anni dopo la battaglia di Zivin la regione venne gradualmente assorbita nell'impero. Durante la guerra russo-turca del 1828–1829, i russi occuparono gran parte della provincia. Il centro amministrativo venne spostato ad Ahıska che venne ceduta poi alla Russia e quindi la capitale venne spostata ad Oltu. Gran parte dell'eyalet venne ceduto alla Russia mentre il rimanente, la parte più interna e piccola, venne unita all'eyalet di Kars (poi parte dell'eyalet di Erzurum) nel 1845 e le parti costiere vennero unite all'eyalet di Trebisonda nel 1829.

## Geografia antropica

### Suddivisioni amministrative
I sanjaks dell'eyalet nel XVIII secolo:
1. sanjak di Oulti
2. sanjak di Harbus
3. sanjak di Ardinj
4. sanjak di Hajrek
5. sanjak di Grande Ardehan (Ardahan)
6. sanjak di Postkhu
7. sanjak di Mahjil
8. sanjak di Ijareh penbek

- Sanjak ereditari:

1. Sanjak di Purtekrek
2. Sanjak di Lawaneh
3. Sanjak di Nusuf Awan
4. Sanjak di Shushad